# Rick Nelson Sings "For You"
| Recensione | Giudizio |
| ---------- | -------- |
| AllMusic   | [ 1 ]    |

Rick Nelson Sings "For You" è un album discografico di Rick Nelson, pubblicato dalla casa discografica Decca Records nel dicembre del 1963.
Brani contenuti nell'album e pubblicati come singoli che si piazzarono nella classifica Billboard Hot 100: For You (al numero 6), Fools Rush In (al numero 12) e Down Home (numero 126).

## Tracce
Lato A
1. For You – 2:15 (Joe Burke, Al Dubin) – Registrato il 24 settembre 1963 al Western Recorders di Hollywood, California
2. Fools Rush In (con cori ed orchestra) – 2:37 (Johnny Mercer, Rube Bloom) – Registrato il 15 agosto 1963 al Western Recorders di Hollywood, California
3. Down Home (con cori ed orchestra) – 2:40 (Gerry Goffin, Carole King) – Registrato il 30 luglio 1963 al United Recording Corp. di Hollywood, California
4. That Same Old Feeling (con cori ed orchestra) – 2:04 (Gerald Nelson, Jerry Crutchfield) – Registrato il 16 luglio 1963 al United Recording Corp. di Hollywood, California
5. You're Free to Go – 1:58 (Don Robertson, Lou Herscher) – Registrato il 16 luglio 1963 al United Recording Corp. di Hollywood, California
6. I Rise, I Fall – 2:32 (Paul Hampton) – Registrato il 30 luglio 1963 al United Recording Corp. di Hollywood, California

Lato B
1. That's All She Wrote – 2:17 (Keith Colley, Nancy Mantz) – Registrato il 24 settembre 1963 al Western Recorders di Hollywood, California
2. A Legend in My Time – 2:32 (Don Gibson) – Registrato il 30 luglio 1963 al United Recording Corp. di Hollywood, California
3. Just Take a Moment – 2:10 (Jerry Fuller, Cissi Wilson) – Registrato il 15 agosto 1963 al Western Recorders di Hollywood, California
4. Hello Mister Happiness (con cori ed orchestra) – 2:12 (Dave Burgess) – Registrato il 16 luglio 1963 al United Recording Corp. di Hollywood, California
5. Hey There, Little Miss Tease – 2:15 (Jerry Fuller) – Registrato il 24 settembre 1963 al Western Recorders di Hollywood, California
6. The Nearness of You – 2:06 (Ned Washington, Hoagy Carmichael) – Registrato il 17 ottobre 1963 al Western Recorders di Hollywood, California

## Musicisti
For You / That's All She Wrote / Hey There, Little Miss Tease
- Rick Nelson - voce
- James Burton - chitarra
- Glen Campbell - chitarra
- Ray Johnson - pianoforte
- Joe Osborn - basso
- Richie Frost - batteria

Fools Rush In / Just Take a Moment
- Rick Nelson - voce
- James Burton - chitarra
- Tommy Tedesco - chitarra
- Ray Johnson - pianoforte
- Joe Osborn - basso
- Richie Frost - batteria
- Orchestra (componenti non accreditati) - (brano: Fools Rush In)
- Cori (componenti non accreditati) - (brano: Fools Rush In)

Down Home / I Rise, I Fall / A Legend in My Time
- Rick Nelson - voce
- James Burton - chitarra
- Glen Campbell - chitarra
- Ray Johnson - pianoforte
- Joe Osborn - basso
- Richie Frost - batteria
- Tony Terran - tromba
- David Wells - trombone
- Orchestra (componenti non accreditati) - (brano: Down Home)
- Cori (componenti non accreditati) - (brano: Down Home)

That Same Old Feeling / You're Free to Go / Hello Mister Happiness
- Rick Nelson - voce
- James Burton - chitarra
- Billy Strange - chitarra
- Ray Johnson - pianoforte
- Joe Osborn - basso
- Richie Frost - batteria
- Orchestra (componenti non accreditati) - (brani: That Same Old Feeling e Hello Mister Happiness)
- Cori (componenti non accreditati) - (brani: That Same Old Feeling e Hello Mister Happiness)

The Nearness of You
- Rick Nelson - voce
- James Burton - chitarra
- Glen Campbell - chitarra
- Larry Knechtel - pianoforte
- Jerry Cole - basso
- Richie Frost - batteria[7]

Note aggiuntive
- Charles Bud Dant - produttore
- Jimmie Haskell - arrangiamenti[8]